# Mbaïki

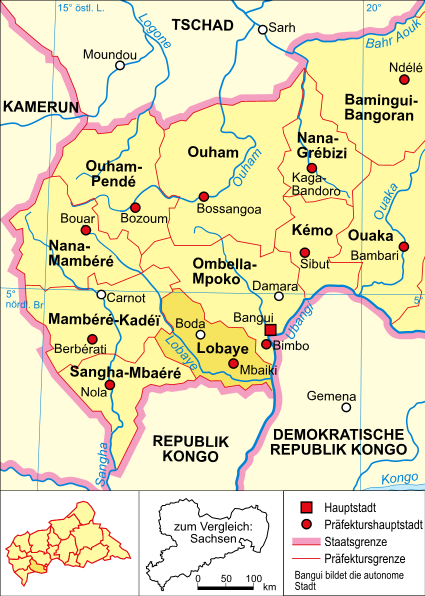
Mbaiki in der Präfektur Lobaye

Mbaïki (auch Mbaiki, Mbaki oder M'Baiki) ist die Hauptstadt der Präfektur Lobaye im Südwesten der Zentralafrikanischen Republik. Die Wirtschaft der Stadt stützt sich auf Kaffee- und Holzindustrie.
Die Gegend um Mbaïki wird hauptsächlich von Lobayern und Pygmäen bewohnt.

## Geschichte
Mbaïki, damals auf ca. 4000 Einwohner geschätzt, wurde durch das Marokko-Kongo-Abkommen vom 4. November 1911 als Teil von Neukamerun Bestandteil der deutschen Kolonie Kamerun und Verwaltungssitz des Bezirks Mittel-Sanga-Lobaye. Die Übernahme durch die 6. Kompanie der deutschen Schutztruppe erfolgte am 1. Februar 1913 durch den späteren Bezirksleiter Jesco von Puttkamer. Anfang März des gleichen Jahres wurde die Militärstation durch Brandstiftung weitgehend zerstört, der Ausbruch von Unruhen aber im Keim erstickt.
Im Ersten Weltkrieg von französischen Truppen besetzt, fiel Mbaïki durch den Versailler Vertrag zurück an Französisch-Äquatorialafrika.